# 賴斯伯勒 (喬治亞州)
賴斯伯勒（英語：Riceboro）是一個位於美國喬治亞州利柏提縣的城市。

## 地理
賴斯伯勒的座標為31°44′07″N 81°26′25″W / 31.73528°N 81.44028°W，而該地的平均海拔高度為4米（即13英尺）。

## 人口
根據2010年美國人口普查的數據，賴斯伯勒的面積為29.50平方千米，當中陸地面積為28.70平方千米，而水域面積為0.80平方千米。當地共有人口809人，而人口密度為每平方千米27.42人。